# Kapitan Ameryka
Kapitan Ameryka (ang. Captain America), właściwie Steven „Steve” Rogers – fikcyjna postać (superbohater) znana z licznych serii komiksowych wydawanych przez Marvel Comics, oraz różnych adaptacji, bazujących na komiksowych publikacjach. Twórcami postaci byli Jack Kirby i Joe Simon. Zadebiutował on w komiksie Captain America Comics #1 z 1941 roku.
W założeniu miał być uosobieniem patriotyzmu, mesjanizmu i potęgi militarnej Stanów Zjednoczonych. Postać z początku była wykorzystywana do celów propagandowych (na okładce komiksu, w którym zadebiutował, uderza pięścią w twarz Adolfa Hitlera). Jego towarzyszem jest James „Bucky” Barnes, oryginalnie nastoletni pomocnik superbohatera, który później sam stał się superbohaterem o pseudonimie Zimowy Żołnierz.
Kapitan Ameryka nie był pierwszym superbohaterem wykorzystującym tematykę flagi Stanów Zjednoczonych. Poprzedzał go należący wpierw do wydawnictwa MLJ Magazines, a później Archie Comics superbohater o pseudonimie Shield (zadebiutował w styczniu 1940, a więc czternaście miesięcy wcześniej niż Kapitan Ameryka). Shield nosił na sobie pancerny kostium z kuloodporną tarczą na piersi (zwraca się uwagę na uderzające podobieństwo do wczesnej tarczy Kapitana Ameryki, która w późniejszych wydaniach była już okrągła). Na dodatek obie postacie łączyła podobna geneza: Shield tak jak bohater Marvela zyskał nadludzkie moce po zażyciu serum superżołnierza, którego twórca został zabity przez hitlerowców.
Postać Kapitana Ameryki pojawiała się w wielu różnych adaptacjach. W filmowej franczyzie Filmowego Uniwersum Marvela odtwórcą superbohatera został Chris Evans. Evans pierwszy raz wcielił się w rolę Kapitana w filmie Kapitan Ameryka: Pierwsze starcie (Captain America: The First Avenger) z 2011 roku.

## Opis postaci
Steve Rogers był sierotą, który w 1940 postanowił zaciągnąć się do armii, jednak nie dostał się z powodów zdrowotnych. Dostał propozycję uczestniczenia w tajnym wojskowym projekcie, kierowanym przez dr Reinsteina (później zmieniono jego nazwisko na Erskine), mającym stworzyć oddział superżołnierzy. Po wstępnych eliminacjach dostał się. Podano mu serum superżołnierza, które zwiększyło jego siłę fizyczną, szybkość, inteligencję i wytrzymałość. Jednak w wyniku sabotażu przeprowadzonego przez nazistowskiego agenta, dr Erskine został zamordowany, przez co Steve stał się jedynym produktem programu superżołnierza. Został wysłany do walki z III Rzeszą. Jego największym wrogiem był Red Skull, nazistowski superzłoczyńca.
Kapitan Ameryka posługuje się tarczą o średnicy ok. 3/4 metra (2,5 stopy) wykonaną z vibranium („superwytrzymałego” metalu, wydobywanego wyłącznie w Wakandzie), opanował do stopnia mistrzowskiego boks amerykański oraz judo – i połączył je w jego własną, unikalną sztukę walki.
Występuje w wielu seriach Marvela (Avengers, Captain America, gościnnie w wielu innych komiksach). Jedna z najbardziej znanych postaci Marvela (obok Iron Mana, Spider-Mana, Thora, Hulka, Daredevila, Wolverine’a, Fantastycznej Czwórki, Nicka Fury’ego).
Bohater został uśmiercony w 2007 r. Zginął od kuli snajpera w dwudziestym piątym odcinku komiksu. Steve Rogers powrócił następnie do życia, ale rolę Kapitana Ameryki przejął jego następca.

## Nowy Kapitan Ameryka
Ostatnio na łamach komiksu superbohatera – Captain America #34 (2008) zadebiutował nowy Kapitan Ameryka, którym jest Bucky/Winter Soldier, jego dawny przyjaciel. Strój Kapitana zmienił się, a do jego wyposażenia dodano broń palną i nóż.

## Adaptacje

### Seriale fabularne
- Captain America (1944) – amerykański serial w reżyserii Elmera Cliftona i Johna Englisha, z Dickiem Purcellem w roli Kapitana Ameryki.

### Seriale animowane
- Kapitan Ameryka (1966) – amerykański serial animowany. Bohaterom głosów użyczyli Arthur Pierce (Kapitan Ameryka) i Paul Kligman (Red Skull).
- Avengers: Potęga i moc
- Avengers: Zjednoczeni

### Filmy animowane
- Ostateczni mściciele (2006) – film animowany serii Marvel Animated Features, w której głosu Kapitanowi Ameryce użycza Justin Gross, a w wersji polskiej Jacek Łuczak.

- Ostateczni mściciele 2 (2006) – kontynuacja filmu animowanego serii Marvel Animated Features, gdzie ponownie głosu użyczają Justin Gross i Jacek Łuczak.
- Iron Man & Captain America: Heroes United (2014) – film z serii Heroes United. Głosu Kapitanowi Ameryce użycza Roger Craig Smith.

### Filmy telewizyjne
- Captain America (1979) – amerykański film Roda Holcomba z Rebem Brownem w roli Kapitana Ameryki.
- Captain America II: Death Too Soon (1979) – kontynuacja filmu z Rebem Brownem wyreżyserowana przez Ivana Nagy’ego.

### Filmy kinowe

#### 21st Century Film Corporation
- Kapitan Ameryka (1990) – amerykańsko-jugosłowiański niskobudżetowy film Alberta Pyuna z Mattem Salingerem w roli Kapitana Ameryki oraz Scottem Paulinem w roli Red Skulla.

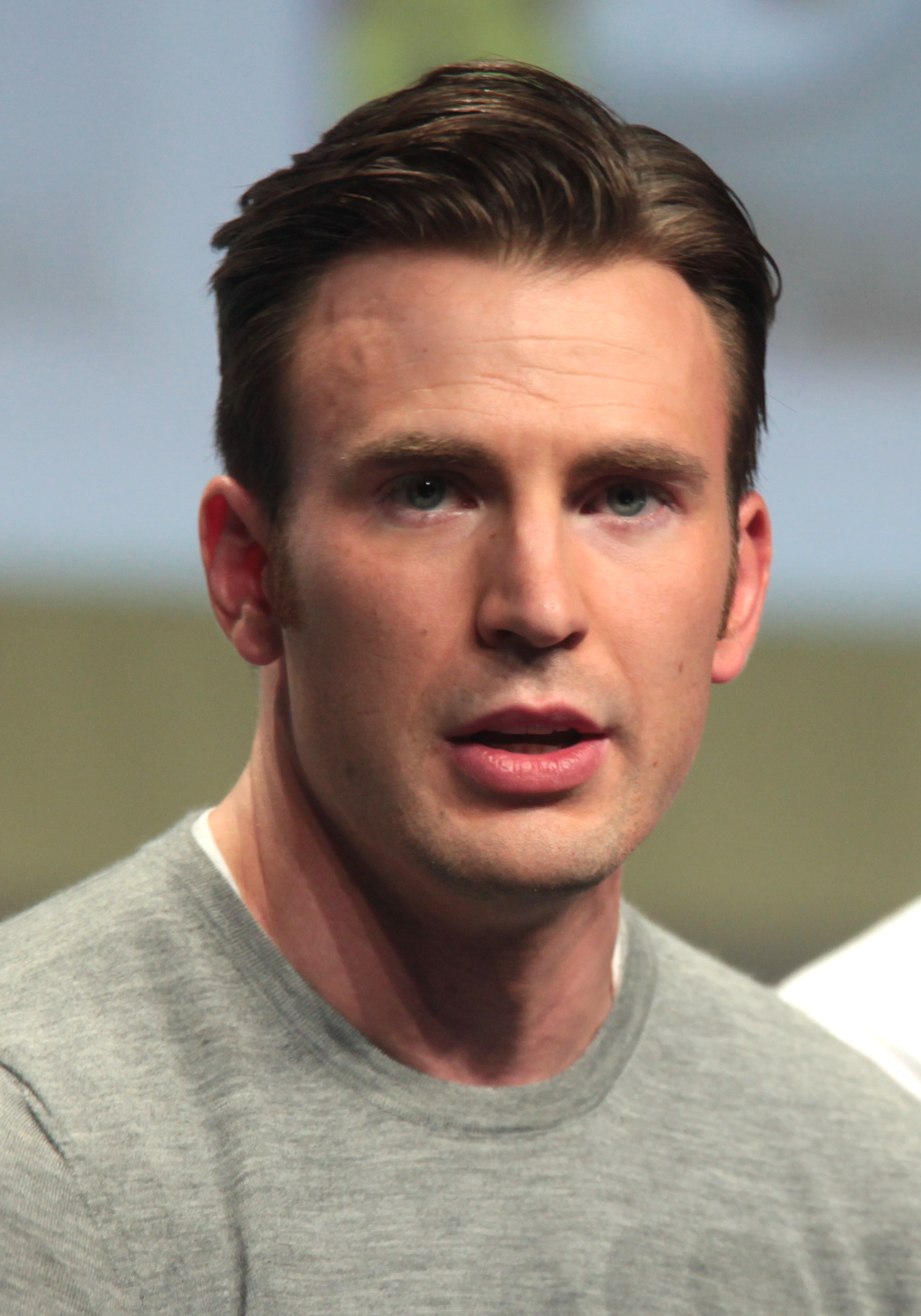
Wcielający się w rolę Kapitana Ameryki, amerykański aktor Chris Evans (2014)

#### Marvel Studios
Od 2011 roku w rolę Kapitana Ameryki wciela się Chris Evans w serii filmów Filmowego Uniwersum Marvela.
- Kapitan Ameryka: Pierwsze starcie (2011)
- Avengers (2012)
- Thor: Mroczny świat (2013)
- Kapitan Ameryka: Zimowy żołnierz (2014)
- Avengers: Czas Ultrona (2015)
- Ant-Man (2015)
- Kapitan Ameryka: Wojna bohaterów[4] (2016)
- Spider-Man: Homecoming (2017)
- Avengers: Wojna bez granic (2018)
- Kapitan Marvel (2019)
- Avengers: Koniec gry (2019)